# Nadine Marshall
Nadine Marshall (* 30. September 1972 in London) ist eine britische Schauspielerin.

## Leben
Nadine Marshall wurde am Rose Bruford College of Speech and Drama ausgebildet. Ab 1996 wurde sie als Theater-Schauspielerin bei der Royal Shakespeare Company tätig. Mit der Sitcom The Smoking Room verlagerte sich ab 2004 ihre Haupttätigkeit auf Film und Fernsehen.
2018 spielte sie als „Christine Polk“ in der Mystery-Serie The Innocents. 2022 wirkte sie als „DSU Marianne Hamilton“ in der Serie Trigger Point mit.

## Filmografie (Auswahl)
- 2004–2005: The Smoking Room (Fernsehserie, 17 Folgen)
- 2011: Random
- 2014: Second Coming
- 2016: Bob, der Streuner (A Street Cat Named Bob)
- 2017: Paddington 2
- 2018: The Innocents (Fernsehserie, 8 Folgen)
- 2018–2020: Save Me (Fernsehserie, 11 Folgen)
- 2021: Ear for Eye
- 2021: Time (Dreiteiler)
- 2022: Sherwood (Fernsehserie, 5 Folgen)
- 2022: Trigger Point (Fernsehserie, 5 Folgen)
- 2023: Tatami
- 2024: Bob Marley: One Love